# Герметическое братство Луксора

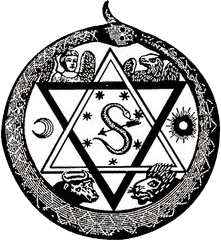
Эмблема Герметического братства Луксора

Герметическое братство Луксора (англ. Hermetic Brotherhood of Luxor) — является инициатической оккультной организацией, которая впервые стала известна общественности в конце 1884, хотя по данным официального документа о создании братство начало свою работу в 1870 году. Согласно этому документу, автором которого является Питер Дэвидсон, орден был учреждён Максом Теоном, который в Англии был инициирован как неофит «адептом безмятежного, постоянно существовавшего и древнего благородного Ордена Г. Б. Л.»

## История
Отношения ордена, если таковые имеются, с таинственным «Братством Луксора», о котором говорила Блаватская, не ясны.
Таким образом, Теон стал великим магистром внешнего круга ордена. Однако, помимо своей инициатической роли, он, имеет мало общего с повседневной работой ордена или с его учением. Он, вероятно, оставил эти дела Питеру Дэвидсону, который был провинциальным «Великим мастером северна» (Шотландия), а затем и «Мастером восточного сектора» (Америка).
Порядок учения в значительной степени был подготовлен ориентируясь на магико-сексуальные теории Беверли Рэндолфа Паскаля, которые также повлияли на такие группы, как Герметическое братство света и Орден восточных тамплиеров (О. Т. О.).
До появления Герметического ордена Золотой зари в 1888 году Г. Б. Л. был единственный орден, который учил теории и практики оккультизма в Западной мистической традиции. Среди его членов были оккультисты, спириты и теософы. Первоначальные отношения между орденом и Теософским обществом были теплые, большинство членов ордена также были видные представители Теософского общества.

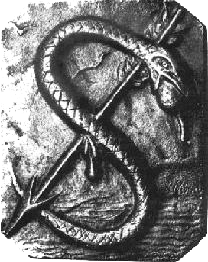
Ранняя эмблема Г. Б. Л.

Позже возникли разногласия, так как орден был против учения Блаватской (Дэвидсон считает, что Блаватская попала под влияние «низшего ордена, принадлежащего к буддийскому культу»). И наоборот в 1883 году секретаря ордена, Томас Генри Бургойна, теософы обвиняют в мошенничестве, чтобы показать аморальность ордена.
В последующие годы Питер Дэвидсон эмигрировал в США и опубликовал несколько книг. В то время как в 1889 году некоторые материалы Г. Б. Л. в виде уроков Бургойна были опубликованы под названием «Свет Египта», исключая только практические учения. Этот труд, излагающий основы учений Г. Б. Л., где, помимо идейного влияния масонов и розенкрейцеров, прослеживаются попытки укрепления исконных египетских традиций.